# فريدريك جاي هورن
فريدريك جاي هورن (بالإنجليزية: Frederick J. Horne)‏ هو ضابط أمريكي، ولد في 14 فبراير 1880 في نيويورك في الولايات المتحدة، وتوفي في 18 أكتوبر 1959 في سان دييغو في الولايات المتحدة.